# St.-Jakobs-Kirche (St. Ulrich in Gröden)

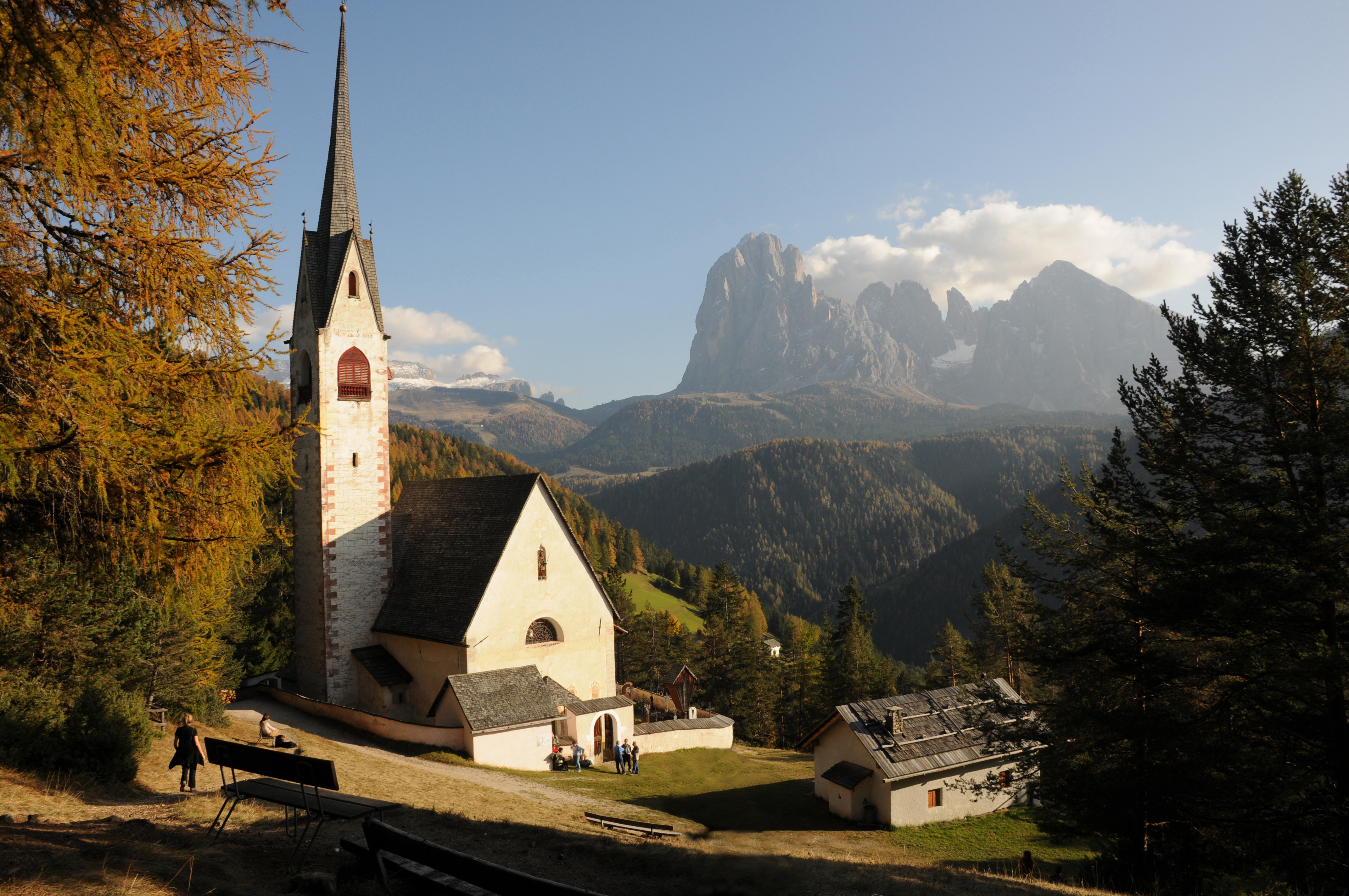
Die Jakobskirche in St. Ulrich

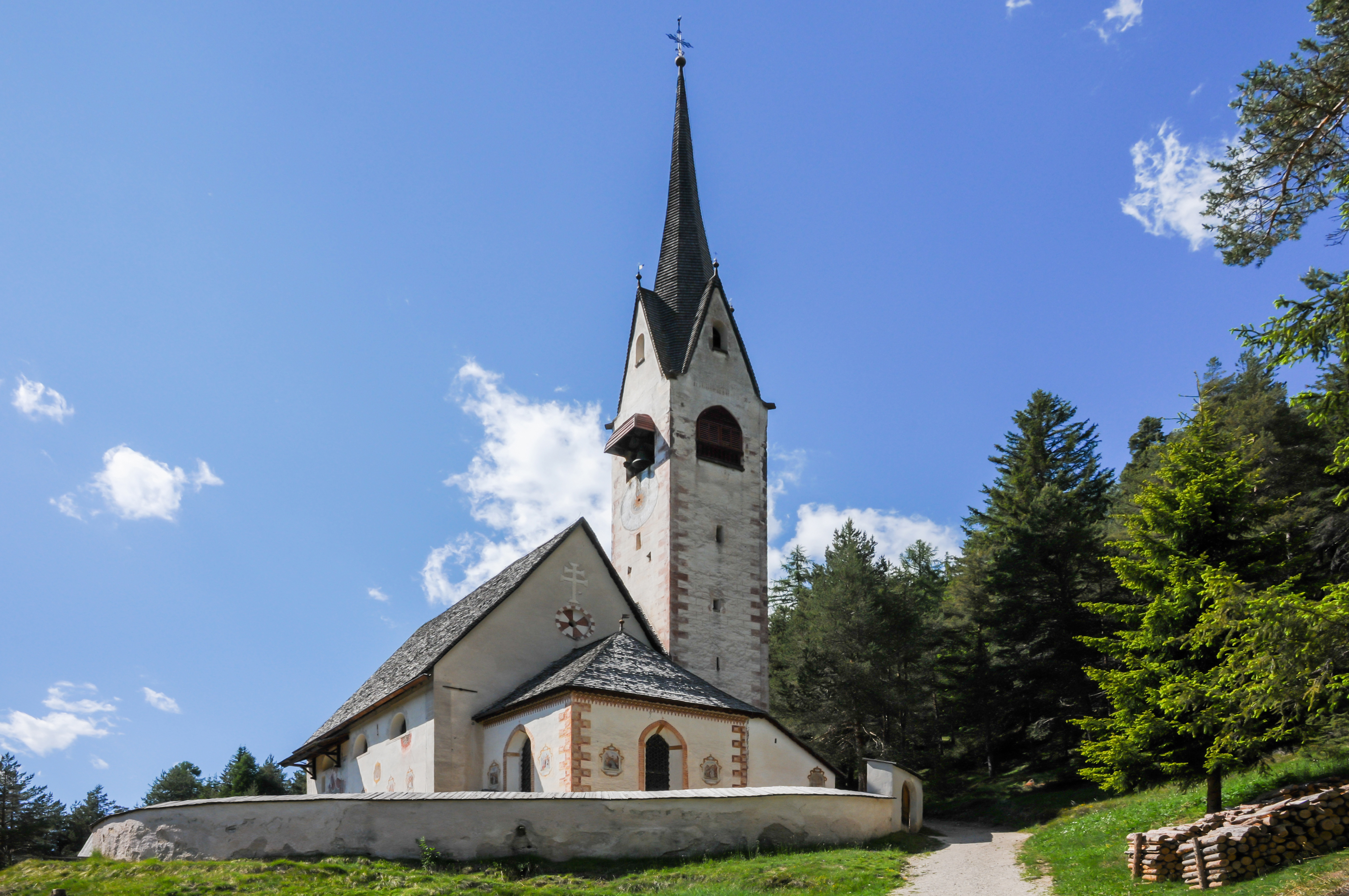
Talseitige Ansicht der Kirche

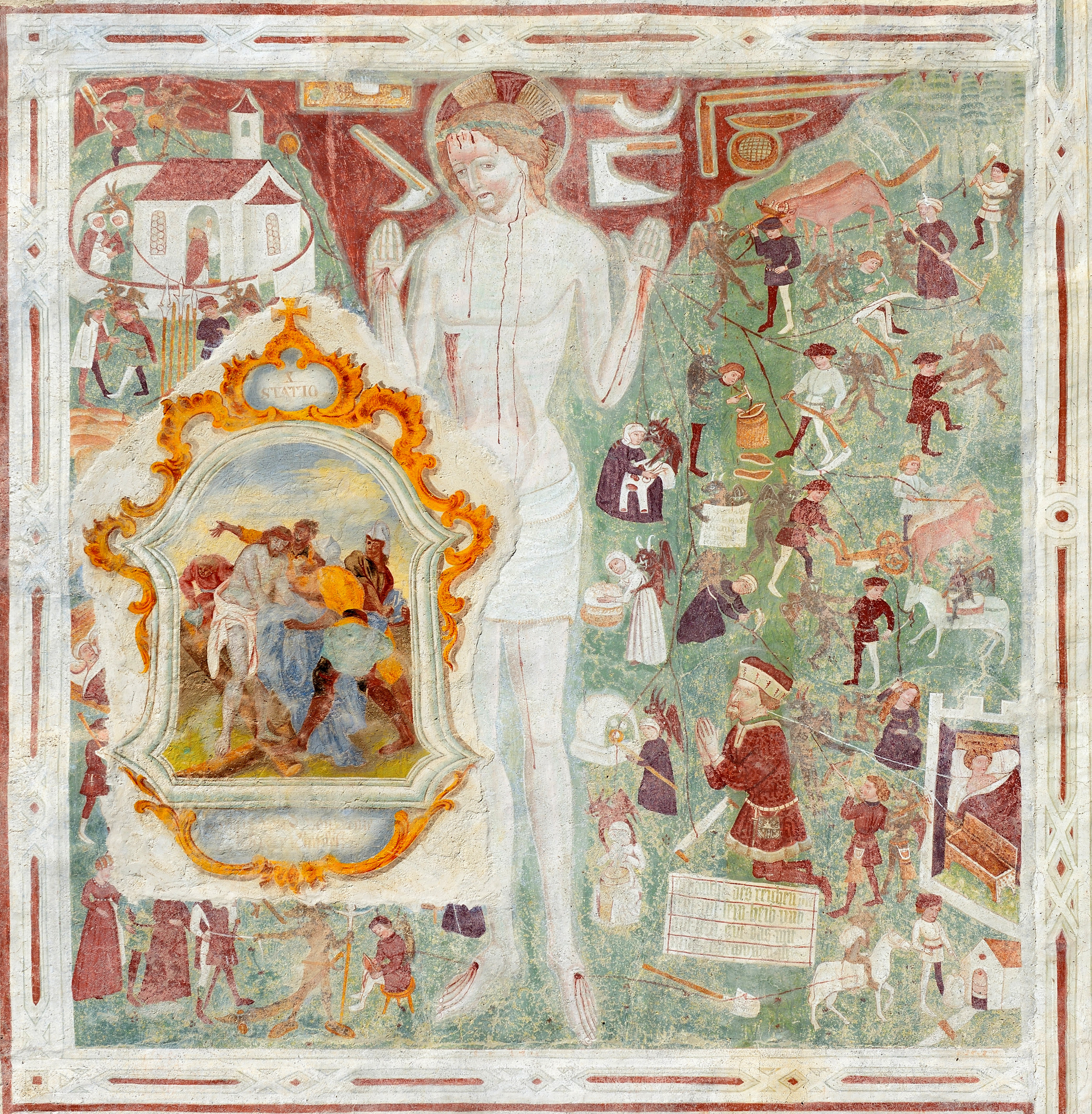
Fresken an der Südfassade: barocke Kreuzwegstation über spätgotischer Malerei

Die St.-Jakobs-Kirche (ladinisch Dlieja da Sacun) steht beim Weiler St. Jakob in St. Ulrich in Gröden.

## Geschichte
Die St.-Jakobs-Kirche liegt im Bereich des uralten Höhenweges Troi Paiàn, der einst vom Venezianischen über die Dolomitenpässe und durch Gröden hier – an der ehemaligen Burg Burg Stetteneck vorbei – ins nahe Eisacktal führte. Nicht von ungefähr hat deshalb die hier befindliche Kirche den hl. Jakob zum Patron, den Beschützer der Pilger und Wanderer. Die St.-Jakobs-Kirche ist die älteste und eigentliche Mutterkirche des Tales Gröden.
Urkundlich dokumentiert ist sie in einem noch erhaltenen Ablassbrief vom 18. August 1283 (capella sancti Jakob apostoli in Stæteneke). Bischof Aegidius aus Aemonia (Laibach) verlieh darin allen Christgläubigen, die nach Ablegung der Beichte andächtig die St.-Jakobs-Kapelle in Staeteneke besuchen („convenientibus ad Capellam sancti Jacobi in Staeteneke“), vierzig Tage Ablass. Die Urkunde ist bedeutsam, weil sie auf die Tatsache verweist, dass St. Jakob sicher schon im 13. Jahrhundert Wallfahrtsziel und „in Staeteneke“, d. h. im Herrschaftsgebiet der Herren von Stetteneck, die als Ministerialen des Bischofs von Brixen in Gröden begütert waren, gelegen ist.
Im Glockenturm ist noch das Jahr 1181 eingemeißelt. Die Kirche wurde im 13. Jahrhundert von Jakob von Stättenecke, 1325 erstmals urkundlich erwähnt, wahrscheinlich ausgebaut und dem Heiligen Jakob gewidmet.
Laut einer Legende haben wilde Vögel den Entstehungsort entschieden.
Im Jahr 1366 brannte das Dach der Kirche infolge eines Blitzschlages nieder. Die Kirche wurde 1440 im spätgotischen Stil erneuert und behält noch äußerlich diesen Stil.
Die kleinste und älteste Glocke der Kirche des Meister Manfredinus, 14. Jahrhundert, soll einst die Glocke der Schlosskapelle von Stetteneck gewesen sein und laut Volksmund von einem Stier aus den Pinkanlöchern ausgegraben und in der St.-Jakobs-Kirche eingesetzt worden sein.
Im Ersten Weltkrieg wurde sie von einem Soldaten angeschossen und beschädigt. Sie wurde nach dem Bau der Kapelle der Kriegsgefallenen auf dem Kirchplatz in St. Ulrich aufgestellt. Jetzt ist die gotische Glocke im Kulturhaus Luis Trenker zu besichtigen, an der Totenkapelle hängt eine funktionstüchtige Replik.
Die große Glocke der St.-Jakobs-Kirche trägt die Eingravierung des Gussjahres 1565.

## Ausstattung
Fresken der Brixner Schule aus der zweiten Hälfte des 15. Jahrhunderts am Bogen (von links nach rechts).

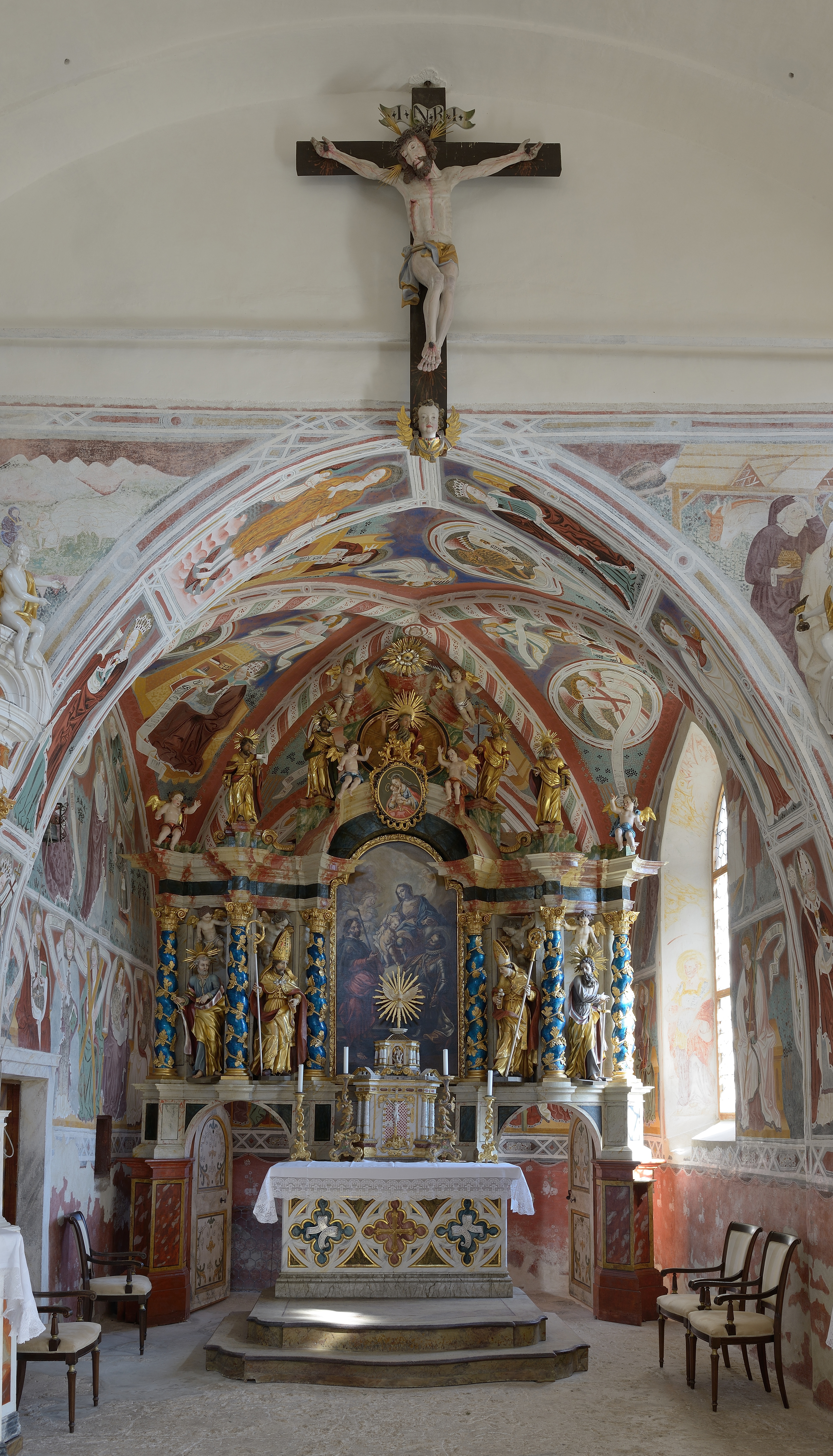
Der Altarraum
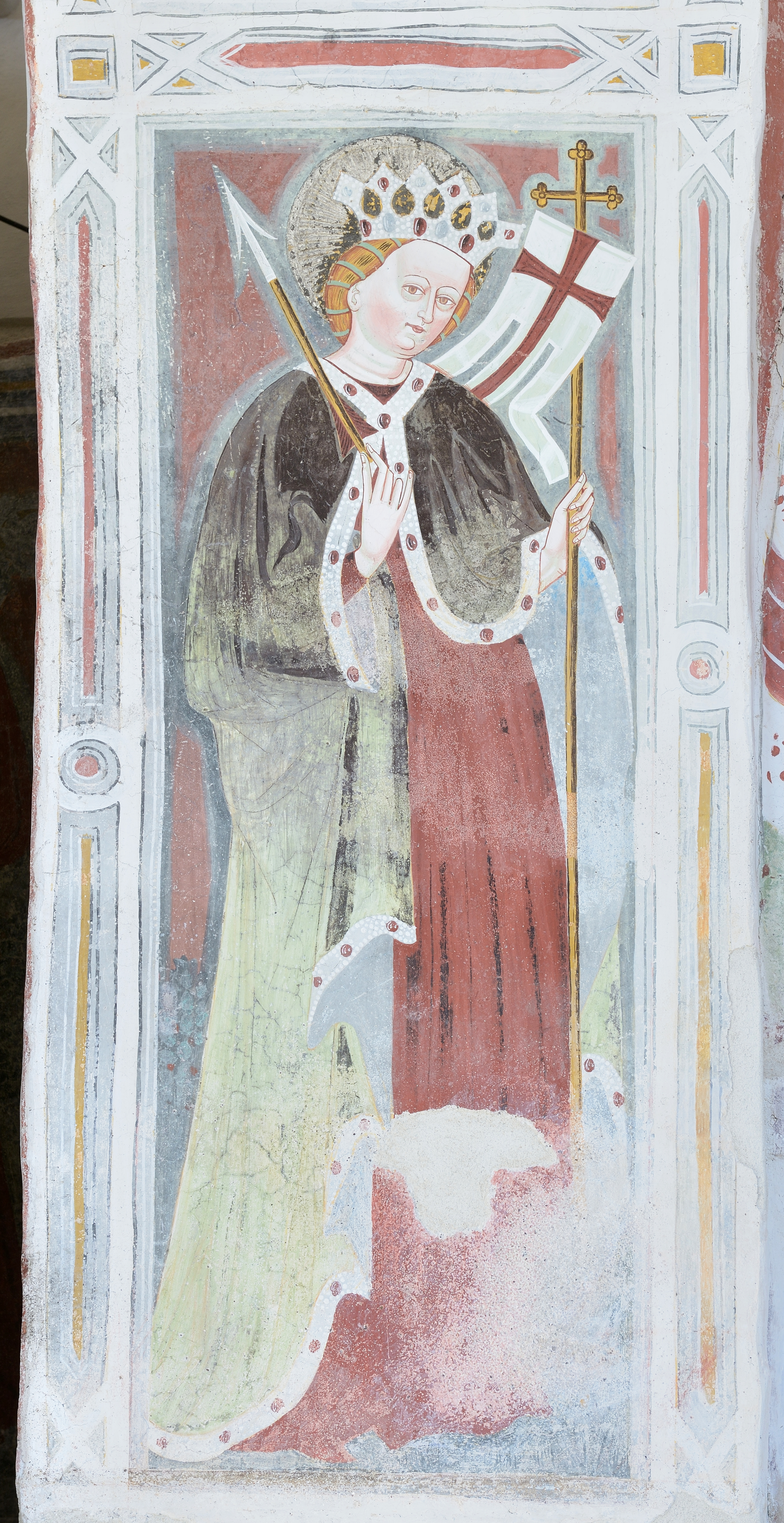
Die Die Heilige Ursula
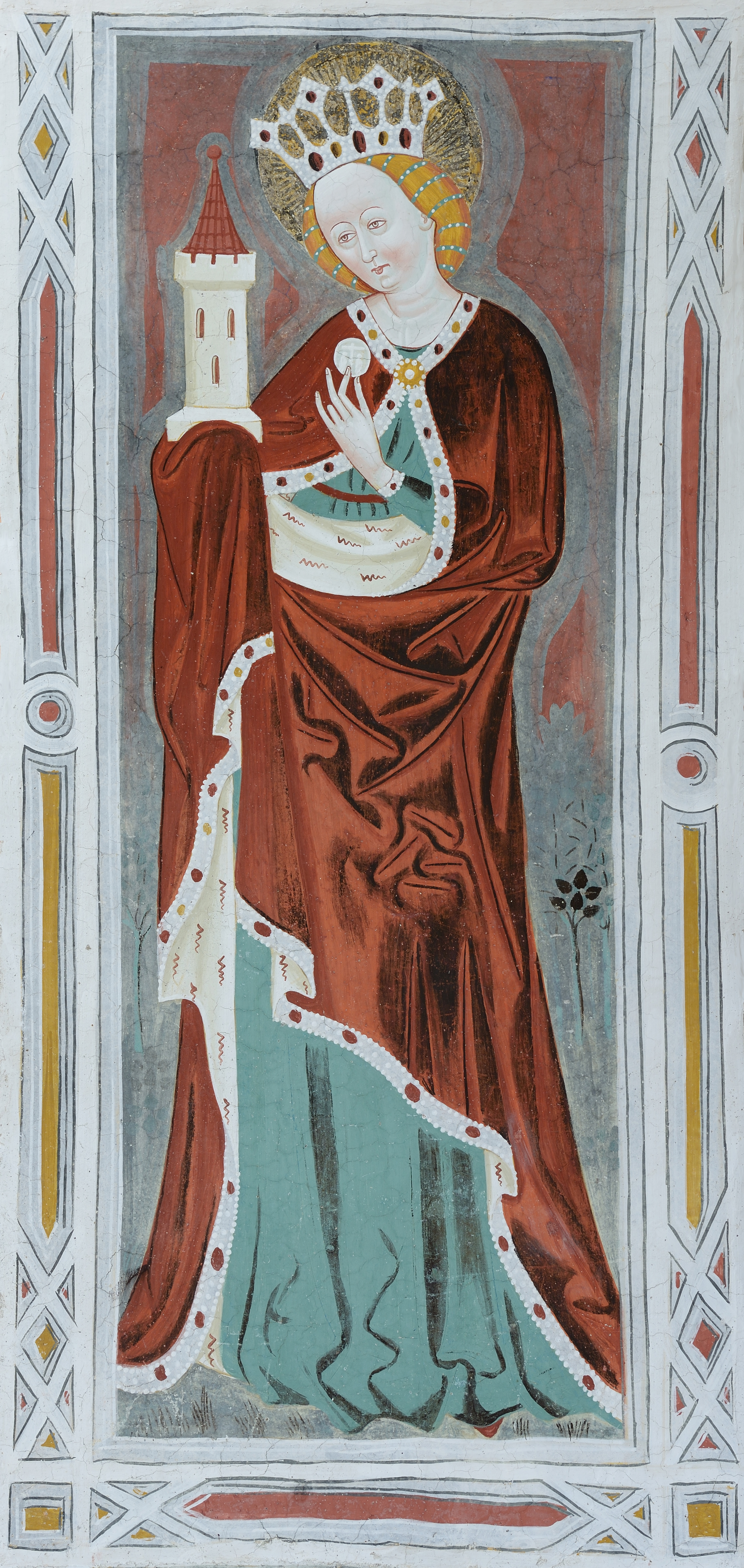
Die Heilige Barbara
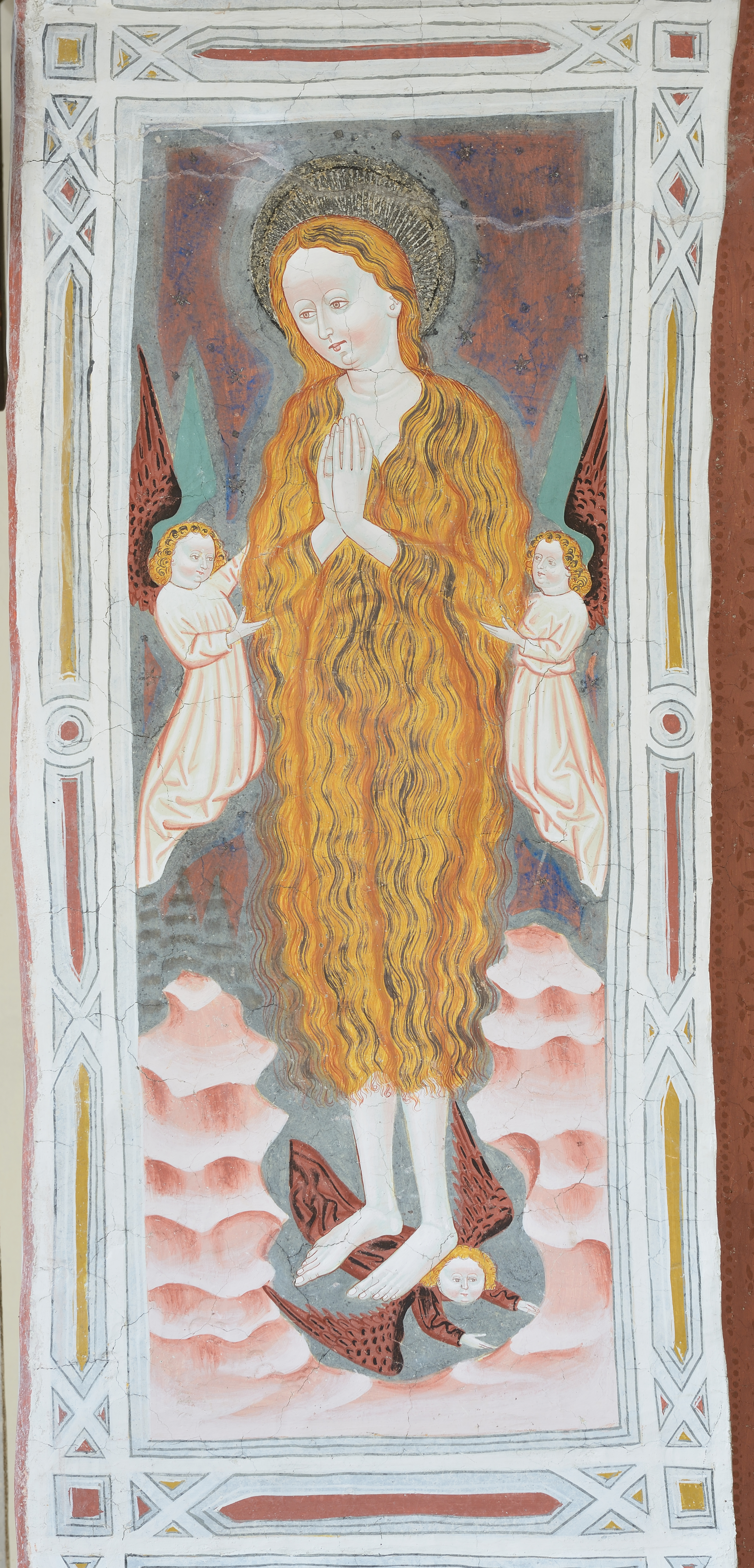
Die Heilige Maria Magdalena
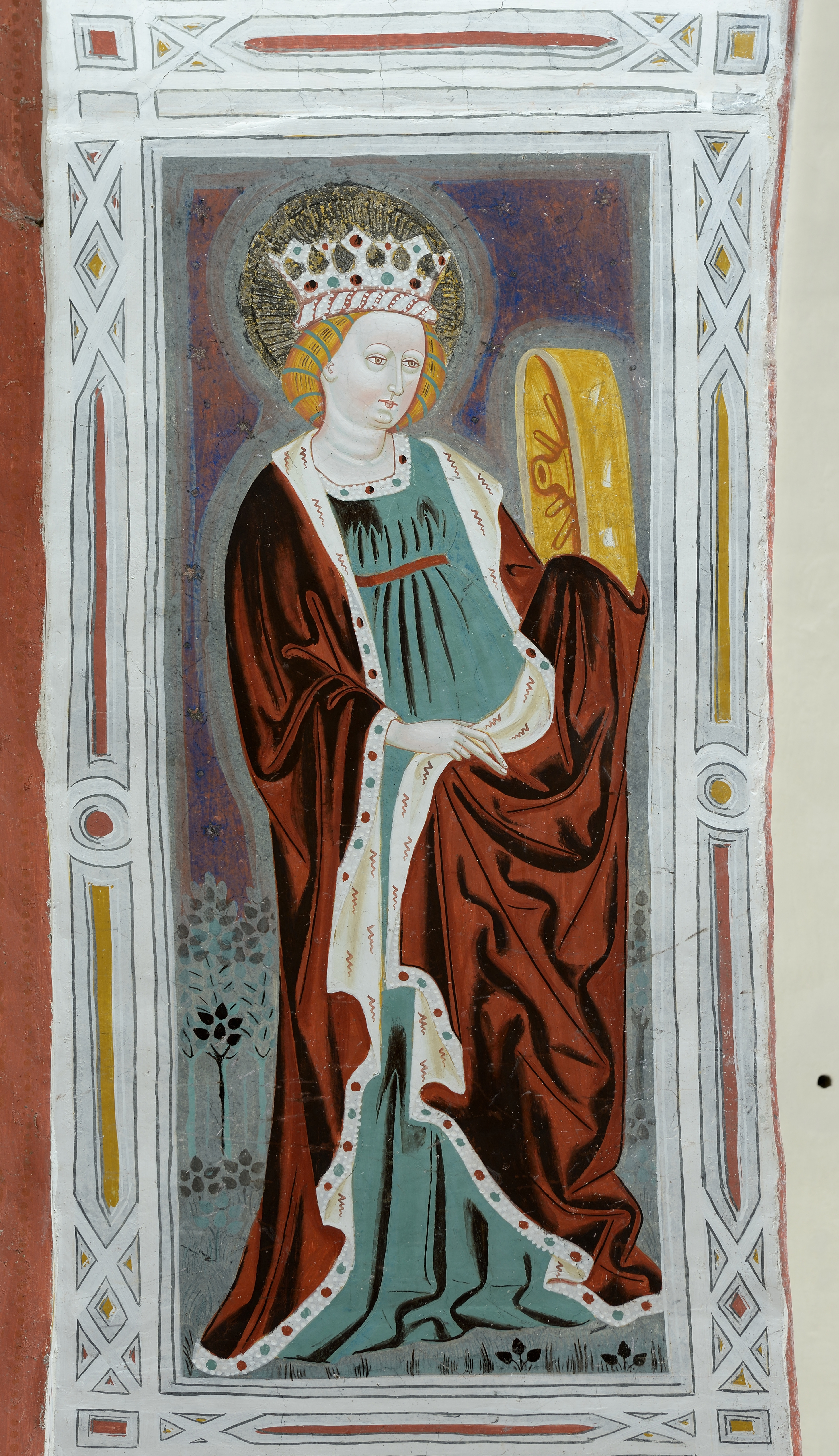
Die Heilige Katharina von Alexandrien
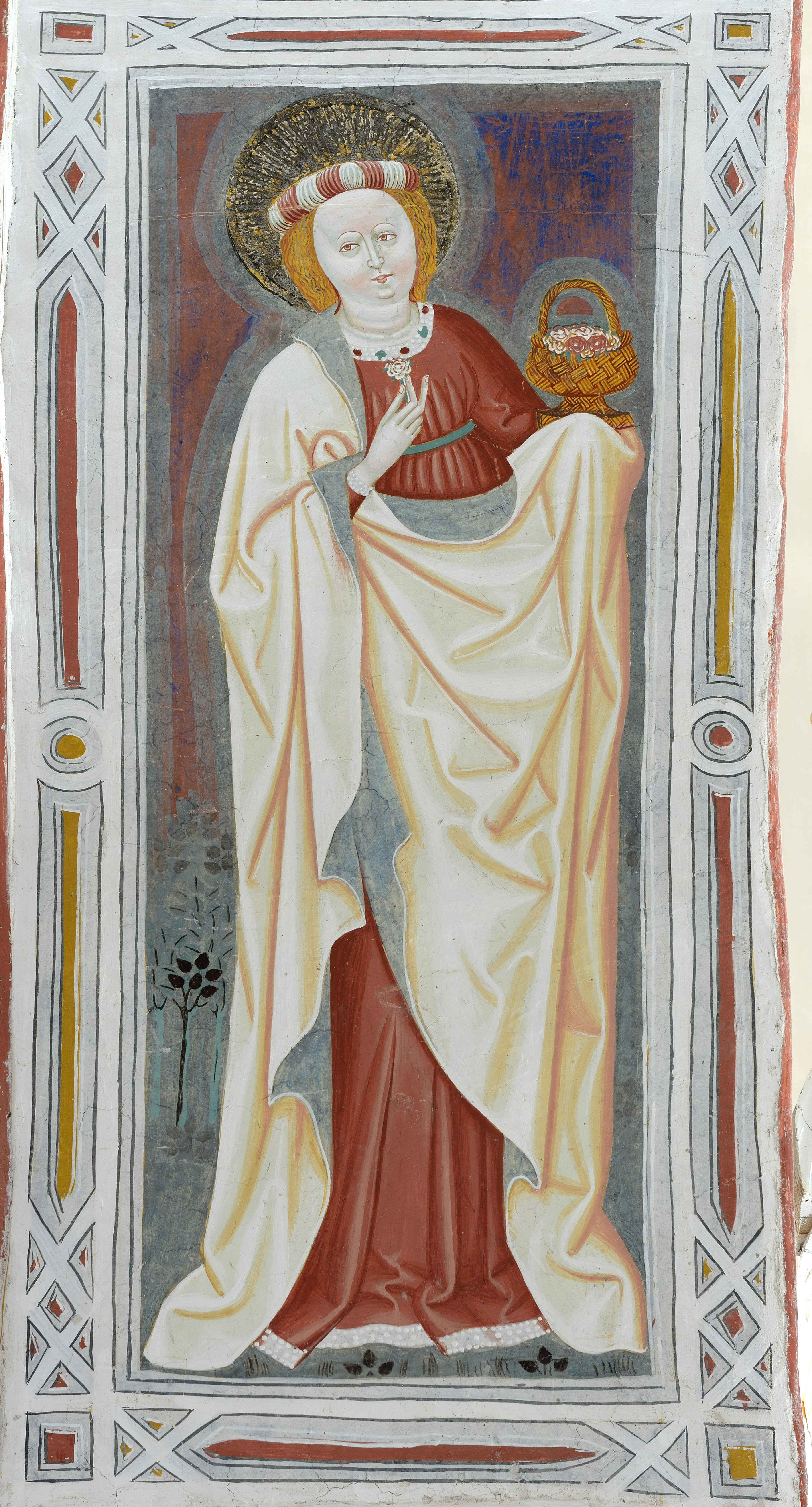
Die Heilige Dorothea
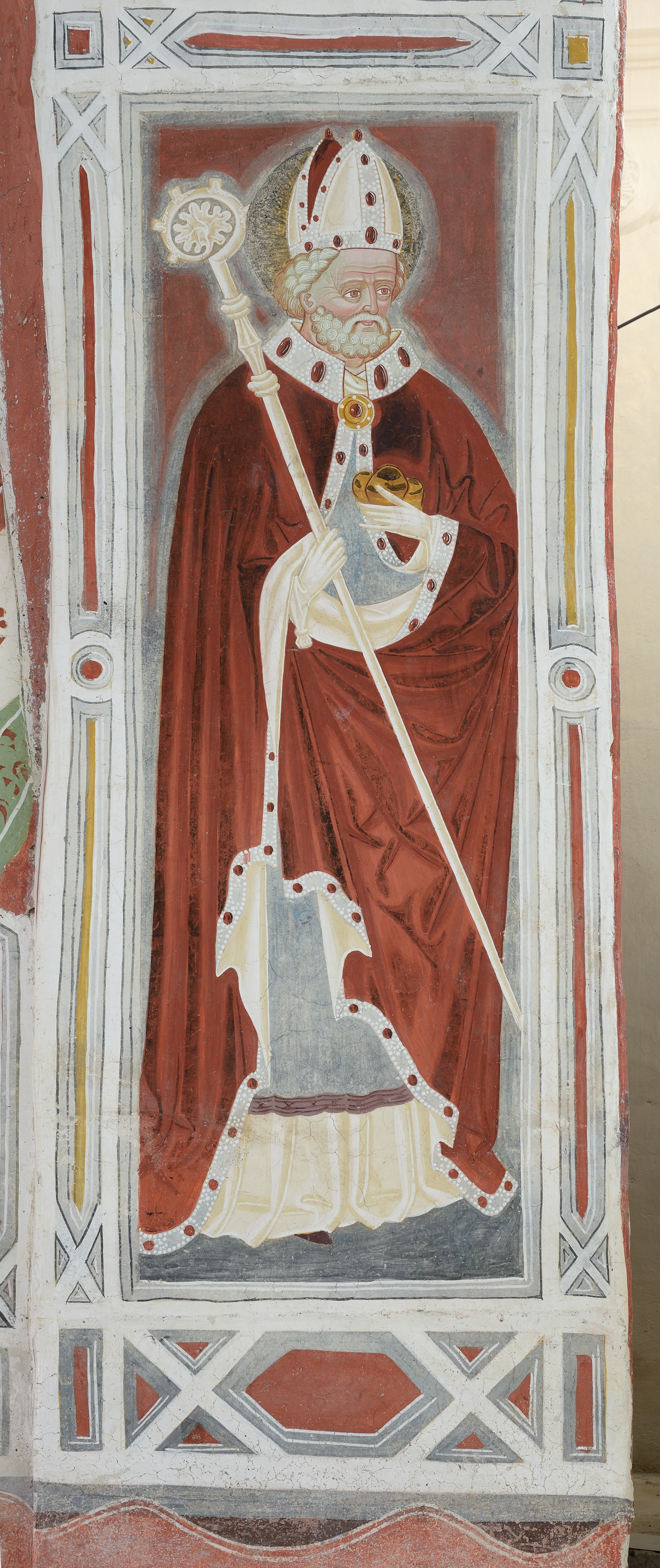
Der Heilige Nikolaus von Myra

Das Kirchenschiff ist 11,30 m lang, 7,75 m breit und 8 m hoch. Der Chor ist mit spätgotischen Fresken aus der Werkstatt des Leonhard von Brixen bemalt. Der barocke Hauptaltar stammt von der Künstlerfamilie Vinazer, das Altarblatt des Malers Franz Sebald Unterberger ist eine Kopie des Originals im Museum Gherdëina. Auch die originalen barocken Statuen und das Fastentuch aus der Kirche sind im Museum Gherdëina zu besichtigen.
An der Außenwand sind zwei spätgotische Fresken, die den heiligen Christophorus und den leidenden Christus darstellen, zu sehen. Weitere Fresken im Rokokostil stellen die Kreuzwegstationen dar.